# Roland Pécout
Pour les articles homonymes, voir Pécout.
Roland Pécout, en occitan Rotland Pecot, est un poète et un écrivain occitan né à Châteaurenard en Provence le 16 février 1949 et mort le 28 novembre 2023 à Montpellier.

## Aperçu biographique
Roland Pécout naît à Châteaurenard, près d'Avignon. C'est là qu'il passe son enfance. Mais très tôt, dès l'âge de dix ans, il fait l'expérience, plus tard décrite comme fondatrice, de l'éloignement et du déracinement quand ses parents, du fait de leur métier, doivent quitter la Provence et s'installent un temps dans le Bugey, entre Lyon et Genève.
À 15 ans, c'est la rencontre avec la littérature occitane avec la lecture de Mirèio de Mistral, d'emblée perçue comme une révélation et une forme de retrouvailles.
Parallèlement à cette découverte, il se passionne pour la langue espagnole et la culture de l'Amérique latine.
En 1966, paraît dans une revue d'Aix-en-Provence, L'Armana prouvençau, son premier texte, une adaptation en occitan du poème de Ronsard « Quand vous serez bien vieille ».
Dans les années 1966-1967, Pécout approfondit sa connaissance de la langue occitane, suit un stage de l'Institut d'Estudis Occitans à Coaraze près de Nice. À Marseille, il rencontre le poète Georges Reboul, qui deviendra un ami, et Guy Martin, spécialiste de géographie et de linguistique. Pendant cette période, il compose alors son premier recueil poétique, La Sòm de la tèrra, qui obtient le Prix Jaufré Rudel. Mais dans les bouleversements de 1968, le manuscrit en sera égaré et l’œuvre sera perdue.
Car en mai 68, Pécout est à Paris pour participer à ce qu'il appelle « les choses sérieuses ».
Il poursuit ensuite ses études à Montpellier, à l'Université Paul Valéry. Il rencontre le professeur et écrivain Robert Lafont, rédige des textes pour la revue Viure et participe à la création du mouvement Lutte Occitane.
1969 est aussi l'occasion d'un voyage au Kurdistan, premier contact avec l'Orient.
Pécout fait paraître des poèmes dans diverses revues et surtout  un recueil de poèmes, Avèm decidit d'aver rason qui exprime et condense les luttes et engagements d'alors.
Dans les années qui suivent, il poursuit toujours ses études, rédige une maîtrise sur le chanteur occitan Claude Marti, qui paraîtra ensuite chez Seghers en 1974, s'installe à Rodez puis Millau, milite contre le camp militaire sur le plateau du Larzac, exerce des métiers variés, se fait journalier agricole et prend toujours part à la lutte pour la reconnaissance de la langue et de la culture occitane.
En 1974, il voyage en Afghanistan. De retour à Montpellier, il reprend ses études et passe une licence d'histoire de l'art.
1977 est l'année de nouveaux périples en Orient, au Tibet, au Pakistan, en Inde. Les deux tomes de Portulan seront le fruit de ces voyages.
Le début des années 1980 est d'ailleurs placé sous le signe d'une certaine prise de distance avec les mouvements collectifs pour désormais privilégier les deux pôles qui semblent organiser son existence : le voyage et l'écriture. En 1982, il est au Liban ; en 1985 il traverse le continent américain, des États-Unis au Brésil en passant par l'Amérique centrale. En 1989, il est à Berlin. Viendront ensuite la Roumanie en 1991, puis en 1995 la Slovénie et la Croatie en guerre. En 1998 et 1999, il séjourne en Suède, au Danemark, en Norvège. De 1999 à 2002, c'est la découverte du Mali et du Pays Dogon.
À partir de 1987, il commence à animer des ateliers d'écriture en milieu scolaire et en formation pour adultes. À partir de 1989 et jusqu'en 1995, Roland Pécout travaille avec D.R.A.C. Languedoc-Roussillon et l'Office Départemental des Affaires Culturelles (O.D.A.C. Hérault) pour une recherche de longue haleine dont il regroupera les résultats sous le titre synthétique L'Imaginaire de la garrigue.
Nourrie de cette existence nomade et studieuse, son œuvre se développe et s'approfondit : poèmes, essais, articles, traductions, récits de voyage, tandis qu'en parallèle, il mène en équipe des travaux de recherche en ethnologie, histoire de l'art, littérature. En 1999, après vingt ans d'élaboration Pécout fait paraître son grand poème Mastrabelè aux éditions Jorn.
Si ce travail d'écrivain, toujours en cours d'élaboration, est protéiforme, il est marqué par la grande cohérence de thèmes récurrents : le nomadisme, le départ, le goût de la frontière, la conquête exigeante de la liberté, la vie intense et toujours menacée et la place prépondérante donnée à la rencontre, à l'échange et plus encore au partage. Rencontres, échanges, partages qui permettent d'ouvrir grandes les portes et les fenêtres et de ne pas se laisser enfermer. Rencontres, échanges et partages qui permettent de dépasser les antagonismes, d'ouvrir à l'unité de toute chose et de tout être dans la diversité.
Rencontres, échanges et partages qui nourrissent le travail de l'écrivain et même le rendent possible: 
« Cela manquait, cet échange entre les gens. Parce qu’il y a eu un grand moment de l’occitanisme et du mouvement occitan dans les années 70-80, puis chacun est resté dans son coin, et y faisait des choses, et le simple fait de lancer l’appel : “Voulez-vous participer à un projet collectif de mise en musique de textes ?”, d’un coup les groupes contactés ont dit oui. Croiser et mêler à nouveau des genres différents, dans une optique de plaisir et aussi d’ouverture sociale, peut-être que cela est nécessaire dans le moment où nous sommes, et c’est même une demande vitale. Et les collègues de l’Ostau dau País Marselhès ont fait tout le possible pour faire lever la pâte. Voilà. »
Roland Pécout a reçu le Prix Jaufre Rudèl en 2000 pour Mastrabelè.
Roland Pécout meurt à Montpellier le 28 novembre 2023.